# Piesma maculatum
Piesma maculatum is een wants uit de familie van de Piesmatidae (Amarantwantsen). De soort werd het eerst wetenschappelijk beschreven door Francis de Laporte de Castelnau in 1833.

## Uiterlijk
De tamelijk ovale wants kan kortvleugelig (brachypteer) of langvleugelig (macropteer) zijn en kan 2.5 tot 3 mm lang worden. Het halsschild en de voorvleugels hebben een netachtige structuur. De wants lijkt sterk op de twee andere in Nederland voorkomende Amarantwantsen, Parapiesma quadratum en Parapiesma salsolae. Door de netachtige aderstructuur op de vleugels lijken ze op het eerste oog op netwantsen (Tingidae), die hebben echter ocelli en een verlengd halsschild dat het scutellum volledig bedekt.

## Leefwijze
De wants doorstaat de winter als imago en er zijn onder gunstige omstandigheden twee generaties. De dieren kunnen gevonden worden in open gebieden met een stikstofrijke bodem, op akkers in het binnenland en zoute gebieden langs de kust. Ze leven vooral op planten uit de amarantenfamilie (Amaranthaceae), bij voorkeur op ganzenvoet (Chenopodium) en melde (Atriplex).

## Leefgebied
In Nederland is de soort redelijk algemeen in de duinen en op de hogere gronden in het binnenland. Sinds 1980 wordt de soort minder waargenomen en is hij vrijwel niet meer in de duinen gevonden.
Het verspreidingsgebied is Palearctisch, van Europa tot in het Midden-Oosten, Centraal-Azië, de Kaukasus, Siberië, Mongolië,
China, Korea en Japan.